# Ashera (chat)
Pour la déesse, voir Ashera.

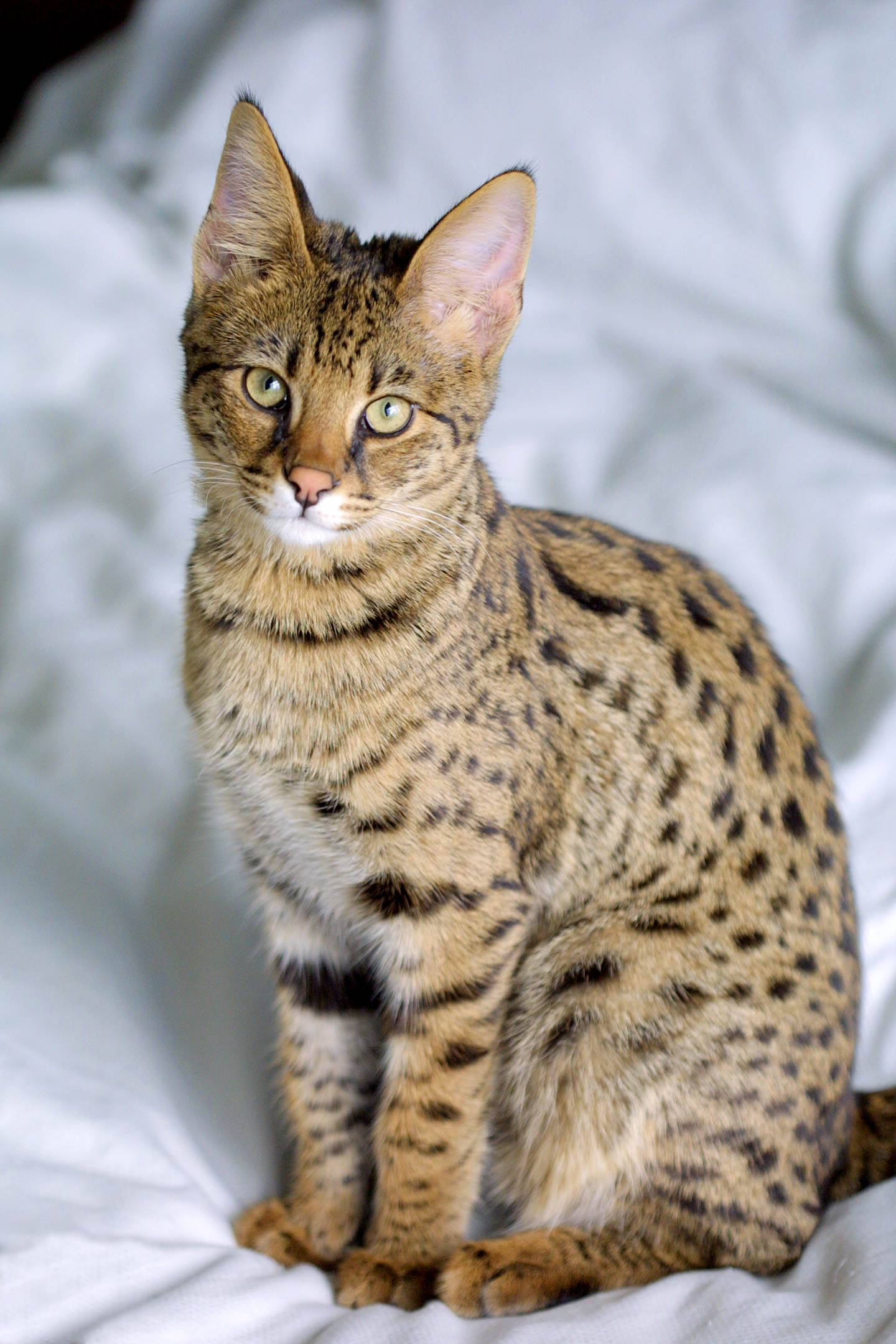
Photo d'un savannah ayant une forte ressemblance avec la supposée race Ashera.

Ashera est un nom de marque déposé par la société Lifestyle Pets en 2007, comme désignation d'une supposée race de chat issue de croisements entre serval, chat léopard, et chat domestique,,. Si l'existence de chats dits Ashera ne fait pas de doute, leur pedigree est sujet à caution, plusieurs individus ayant été identifiés (par typage génétique) comme des chats de race Savannah revendus frauduleusement. 

## Opération commerciale
Le chat Ashera est l'un des chats les plus chers au monde. En effet, il faut compter entre 20 000 et 30 000 dollars pour en acquérir un, mais certains spécimens peuvent se vendre beaucoup plus cher : jusqu'à 111 000 euros (125 000 dollars). La société à la base de ce croisement a prétendu que  l'Ashera était un chat hypoallergénique, qui aurait moins de chances de déclencher les allergies de personnes usuellement allergiques aux chats, mais il a été prouvé que l’assertion était fausse, probablement dans le but de faire monter la valeur de l’animal au profit du dirigeant de la société Lifestyle Pets. 
L’entreprise qui a  créé l’animal, Lifestyle Pets a prévu de vendre de l’ordre de 50 spécimens par an, ce qui équivaut à pas loin de 1.4 million USD$ .  Les clients ciblés sont des personnes allergiques fans de chats. 

## Apparence
Ils sont connus pour leur beau pelage tacheté et leurs grands yeux. 
Ils naissent avec une queue courte légèrement pliée, mais elle est ensuite retirée. L'Ashera est un grand chat avec un corps long et des pattes courtes. Il a de petites pattes arrondies avec des doigts bien développés qui lui permettent de grimper facilement. 

## Origines
Ce chat a été créé par une entreprise américaine, Lifestyle Pets, anciennement Allerca. Cette société, dont le fondateur a été poursuivi pour de multiples fraudes,, a depuis disparu.